# James Trefil
James Trefil (* 10. September 1938) ist ein US-amerikanischer theoretischer Physiker, bekannt als Sachbuchautor.

## Leben
Trefil studierte an der University of Illinois (Bachelor-Abschluss) und an der Stanford University, wo er seinen Master-Abschluss machte und 1966 promovierte. Außerdem hat er einen Bachelor- und Master-Abschluss von der Oxford University. Er beschäftigte sich zunächst mit Quark-Modellen der Elementarteilchenphysik. Als Post-Doc war er am CERN, DESY, Laboratory of Nuclear Science des MIT, Stanford Linear Accelerator Center, Fermilab, Argonne National Laboratory tätig. Er war Professor an der University of Virginia und ist zurzeit Robinson Physik-Professor an der George Mason University. Bekannt ist er vor allem als Autor von über 40 populärwissenschaftlichen Büchern zur Physik und den Naturwissenschaften. Er schrieb auch regelmäßig Beiträge für die Zeitschriften Smithsonian und Astronomy, schreibt für viele US-amerikanische Tageszeitungen (wie USA Today, Washington Post) und kommentierte wissenschaftliche Themen im National Public Radio. Außerdem ist er wissenschaftlicher Berater beim Fernsehsender PBS.
Er war Guggenheim-Stipendiat und ist Stipendiat des World Economic Forum, der American Association for the Advancement of Science (deren Westinghouse and Subaru Award er erhielt) und der American Physical Society. Für seine Bücher erhielt er den Andrew Gemant Award des American Institute of Physics.
Trefil lebt in Virginia in einem Vorort von Washington, D.C.

## Schriften
- Introduction to the Physics of Fluids and Solids. Pergamon Press 1975.

Populärwissenschaftliche Bücher:
- Physics as a liberal art. New York 1978.
- From Atoms to Quarks. 1980.
- mit Robert Rood: Sind wir allein im Universum? Die Möglichkeit außerirdischer Zivilisation. Birkhäuser, 1982, 2. Auflage 1987, Goldmann, 1988 (Are we alone?)
- Physik im Strandkorb – von Wasser, Wind und Wellen. Wunderlich, 1991, Rowohlt, 1991, Neuauflage 2002 (A scientist at the seashore. Macmillan, 1984).
- Im Augenblick der Schöpfung. Physik des Urknalls. Von der Planck-Zeit bis heute. Birkhäuser, 1984.
- Reise ins Innerste der Dinge. Vom Abenteuer physikalischen Sehens. Birkhäuser, 1984 (The unexpected vista – a physicists view of nature.), ISBN 978-3-76431-585-6.
- Physik in der Berghütte. rororo, 1994 (Meditations at 10,000 Feet. 1986).
- Dictionary of Cultural Literacy. Houghton and Mifflin, 1988.
- Fünf Gründe, warum es die Welt nicht geben kann. Die Astrophysik der Dunklen Materie. Rowohlt, 1990 (The Dark Side of the Universe. 1989), ISBN 978-3-49806-499-0.
- mit Robert Hazen: Science Matters: Achieving Scientific Literacy. 1991.
- 1,001 Things Everyone Should Know About Science. 1992.
- mit Harold Morowitz: The Facts of Life? 1992.
- A Scientist in the City. 1994.
- mit Robert Hazen: The Sciences: An Integrated Approach. 1995.
- The Edge of the Unknown. 1996, ISBN 0-395-72862-2.
- Are we Unique? Wiley, 1997.
- Are We Unique: A Scientist Explores the Complexity of the Human Brain. 1997.
- Lauter Gründe, warum die Welt ganz anders ist. Die Rätsel des Kosmos, die Grenzen des Wissens. Droemer/Knaur, 1998
- Geheimnisse des Kosmos. Die spektakulärsten Bilder des Universums. Steiger, München 2000 (Other Worlds: The Solar System and Beyond? 1999).
- The Laws of Nature. 2002.
- (Hrsg.): The Encyclopedia of Science and Technology. 2002.
- The Nature of Science: An A-Z Guide to the Laws and Principles Governing Our Universe. 2003, ISBN 0-618-31938-7.
- The moment of Creation: Big Bang Physics from before the First Millisecond to the Present Universe. 1983, dover, 2004.
- Human Nature: A Blueprint for Managing the Earth – By People, For People? 2004, ISBN 0-8050-7248-9.
- mit Robert Hazen: Physics matters: an introduction to conceptual physics. Wiley, 2004.
- Ziemlich genial. Wie Erfindungen die Welt verändern. NG Buchverlag, München 2018, ISBN 978-3-86690-674-7.